# Visconde de Sarzedo
Visconde de Sarzedo é um título nobiliárquico criado por D. Luís I de Portugal, por Decreto de 14 de Abril de 1868, em favor de António Ribeiro de Carvalho de Abreu Pessoa de Amorim Pacheco.
Titulares
1. António Ribeiro de Carvalho de Abreu Pessoa de Amorim Pacheco, 1.º Visconde de Sarzedo.
2. Maria Teresa Freire Monteiro Cortez de Carvalho Lopo de Albuquerque Pinto de Lemos e Nápoles, 2ª Viscondessa de Sarzedo.
3. Joaquim Freire Ferreira Cabral, 3º Visconde de Sarzedo.